# Hisingstad

Hisingstad var ett område vid norra Älvstranden, på Hisingen i Göteborg. 

## Historia
Området uppstod då den stora vassarealen i Lundby socken, Östra Hisings härad på Hisingen, genom invallning och länspumpning torrlades. De tidigare vassarna hette Lindholmens- och Lundby vassar men kallades vanligen Hisingsvassen. Vassarnas sammanlagda yta var ungefär lika stor som Göteborgs stads innanför vallgravarna. Gränserna för vassytan var i stora drag: i norr — Ramberget (eller Keillers Park), i väster — Lindholmen, i söder — Göta älv och i öster — Kvillebäcksvägen och Kvillebäckskanalen (gränsande mot Tingstadsvassen). 
Vasskanten längs älvstranden befann sig i sitt naturliga skick ända fram till 1851, då ett pålverk utfördes i gränslinjen mot älven från Lindholmen, ända upp till Kvillebäckskanalen. Området bakom pålverket fylldes efterhand igen med mudder från älvens botten, i samband med de ständiga fördjupningarna av segelrännan och hade på 1870-talet en bredd av omkring 150 meter i genomsnitt. Dess höjd över älven var precis tillräcklig för att hindra översvämningar vid älvens högsta vattenstånd och bildade en effektiv fördämning för vassområdet innanför.
Det tidigare vassområdet tillhörde i huvudsak hemmansägare vid den fasta landkanten upp emot Ramberget och vasslotterna i Brämaregården var uppdelade i smala remsor som löpte i ostlig riktning, snett ner mot älven och ända fram till Kvillebäcken. 
Det ökade behovet av centrala tomtutrymmen för industrier, magasiner och upplagsplatser gjorde att ett antal bolag, företag och privata affärsmän köpte tomter på det nya området. De första inköpen av tomter, gjordes 1855 av skotten Alexander Keiller som behövde expandera sin mekaniska verkstad (Göteborgs Mek. Verkstads), och bedömde Hisingen som lämplig. Keiller köpte därför under en rad år de vasslotter som sträckte sig ner till Kvillebäcken, vars strand ända från älven och upp till fastmarken pålades in och efter hand fylldes med mudder som kom upp vid fördjupningen av bäckens segelränna, senare benämnd Kvillebäckskanalen. Denna landremsa fick en bredd av 66 meter och hyrdes ut som upplagsplats i avvaktan på att Keiller kunde förverkliga sina planer på en mekaniska verkstad. Keiller drev därefter frågan om att valla in och torrlägga hela Hisingsvassen. Det inledande mötet med intressenterna skedde 14 juni 1882, då man också tog beslut om att torrlägga vassområdet till en beräknad kostnad av 43 000 kronor. Den 14 augusti 1884 beslutade man att anlägga den första gatan i området, Lundby hamngata.
Genom kommissionslantmätaren A. A. Rönnbäck företogs laga skiften för Lindholmens och Lundby vassar, vilka var genomförda 22 april 1885. På förslag av Keiller fick områdets gator namn efter himmelens stjärnor, exempelvis Neptunus-, Jupiter-, Ceres-, Kapellgatan. Hela det nya stadsplanerade området fick enhälligt namnet Hisingsstad (1893).
Hisingstads skola låg vid Pumpgatan, och stod klar 1897 efter ritningar av arkitekt Ernst Krüger. Skolan kallades "Höladan" av barnen. Verksamheten hade upphört före branden 1975. Byggnaden revs därefter.